# 처가살이
《처가살이》는 한국에서 제작된 이봉래 감독의 1965년 영화이다. 신영균 등이 주연으로 출연하였고 백완 등이 제작에 참여하였다.

## 출연

### 주연
- 신영균
- 황정순
- 문정숙

## 기타
- 원작자: 차범석
- 조명: 임호
- 미술: 박석인